# Table des caractères Unicode/U20D0
Cette page contient des caractères spéciaux ou non latins. S’ils s’affichent mal (▯, ?, etc.), consultez la page d’aide Unicode.
Table des caractères Unicode U+20D0 à U+20FF.

## Diacritiques pour symboles
Utilisés comme signes diacritiques se combinant avec le caractère qu'ils suivent. Ces signes sont ici présentés combinés au symbole géométrique cercle pointillé « ◌ » (U+25CC) à des fins de lisibilité.
Note : certaines polices de caractères courantes ne traitent pas ces caractères comme des diacritiques sans chasse, et les affiche donc incorrectement à gauche du caractère de base, et non centrés sur ce caractère.

### Table des caractères
| en fr  | 0  | 1  | 2  | 3  | 4  | 5  | 6  | 7  | 8  | 9  | A  | B  | C  | D  | E  | F  |
| ------ | -- | -- | -- | -- | -- | -- | -- | -- | -- | -- | -- | -- | -- | -- | -- | -- |
| U+20D0 | ◌ ⃐ | ◌ ⃑ | ◌ ⃒ | ◌ ⃓ | ◌ ⃔ | ◌ ⃕ | ◌ ⃖ | ◌ ⃗ | ◌ ⃘ | ◌ ⃙ | ◌ ⃚ | ◌ ⃛ | ◌ ⃜ | ◌ ⃝ | ◌ ⃞ | ◌ ⃟ |
| U+20E0 | ◌ ⃠ | ◌ ⃡ | ◌ ⃢ | ◌ ⃣ | ◌ ⃤ | ◌ ⃥ | ◌ ⃦ | ◌ ⃧ | ◌ ⃨ | ◌ ⃩ | ◌ ⃪ | ◌ ⃫ | ◌ ⃬ | ◌ ⃭ | ◌ ⃮ | ◌ ⃯ |
| U+20F0 | ◌ ⃰ |    |    |    |    |    |    |    |    |    |    |    |    |    |    |    |

### Compléments Unicode 5.0
|        | 0 | 1 | 2 | 3 | 4 | 5 | 6 | 7 | 8 | 9 | A | B | C  | D  | E  | F  |
| ------ | - | - | - | - | - | - | - | - | - | - | - | - | -- | -- | -- | -- |
| U+20E0 |   |   |   |   |   |   |   |   |   |   |   |   | ◌ ⃬ | ◌ ⃭ | ◌ ⃮ | ◌ ⃯ |